# Kroppabanan
Kroppabanan var en nio kilometer lång, smalspårig järnväg, som gick mellan Bernsnäs brygga vid Östersjön vid Nykroppa och Gammalkroppa vid sjön Yngen.
Persberg var en betydande gruva i trakten av Filipstad. Malm bröts också söder om Gammalkroppa och i andra mindre gruvor i dess närhet. Från Persberg fanns en omkring sex kilometer lång sjötransportled över Yngen för att frakta malm till Kristinehamn vid Vänern.
I Gammalkroppa vid Yngens södra strand gjordes omlastning till hästtransport. Från 1853 anlades för detta ändamål en smalspårig hästbana med 693 mm spårvidd mellan Gammalkroppa och Nykroppa av Kroppa Jernvägs- och Sjö-transports-Actie-Bolag. Senare vidgades spårvidden till 792 mm.
År 1869 anskaffade Kroppabanan ånglokomotivet Carl IX, varvid den 1 oktober hästtransporterna upphörde och ersattes av lokdrift.
Spårvidden utökades 1871 till 802 mm, och av detta skäl måste bolaget ersätta ångloket med ett nytillverkat, som övertog det gamla lokets namn. 
I Gammalkroppa byggdes ett lokstall med plats för två fordon samt personalbostäder.
Järnvägslinjen övertogs i början av 1870-talet av Östra Värmlands Järnväg, vilken 1873 fick koncession för en normalspårslinje mellan Kristinehamn och Persberg och anlade en järnväg. Denna linje anlades delvis på Kroppalinjens banvall.

## Lokomotiv
| Nummer | Namn    | Typ       | Tillverkare                                    | Fabrikations- nummer Tillverknings- år | Övrigt |
| ------ | ------- | --------- | ---------------------------------------------- | -------------------------------------- | --- |
| 1      | Carl IX | Tenderlok | Kristinehamns Mekaniska Verkstad, Kristinehamn | 2/ 1869                                | År 1872 som anläggningslok till Vikern–Möckelns Järnväg, WMJ, 1873 ombyggd till spårvidd 891 mm, överförd till Hjo–Stenstorps Järnväg (HSJ), Nr. 1; 1892 till Hellekis AB; 1909 till Lidköpings Sockerfabrik, 1929 utrangerad |
| 1      | Carl IX | Tenderlok | Kristinehamns Mekaniska Verkstad, Kristinehamn | 3/ 1871                                | År 1877 till Hällefors–Fredriksbergs Järnvägar HFJ 3 Säfsnäs, 1916 till Hällefors bruk, 1937 utrangerad |